# قرار مجلس الأمن التابع للأمم المتحدة رقم 970
قرار مجلس الأمن التابع للأمم المتحدة رقم 970، المتخذ في 12 يناير 1995، بعد إعادة تأكيد جميع القرارات المتعلقة بالحالة في البوسنة والهرسك، ولا سيما القرار 943 (1994) بشأن إغلاق الحدود بين جمهورية يوغوسلافيا الاتحادية (صربيا والجبل الأسود) والبوسنة والهرسك، قرر المجلس تعليق التدابير الواردة في ذلك القرار لفترة أخرى مدتها 100 يوم.
ورحب مجلس الأمن بالخطوات التي اتخذتها صربيا والجبل الأسود للحفاظ على إغلاق حدودها مع البوسنة والهرسك. ومن المهم أن تظل الحدود مغلقة، وأن يعاقب على أي انتهاكات لهذا الإغلاق، مشيرة إلى أن أجزاء من القرار 757 (1992) لا تزال سارية المفعول.
وأعيد التأكيد على الشروط الواردة في القرار 820 (1993) التي تنص على أنه يتعين أن توافق حكومتا البلدين على الاستيراد من وتصدير ونقل الشحنات عبر المناطق المحمية من الأمم المتحدة في كرواتيا ومناطق البوسنة والهرسك الخاضعة لسيطرة قوات صرب البوسنة، باستثناء المعونة الإنسانية. وحثت لجنة مجلس الأمن المنشأة بموجب القرار 757 (1992) بشأن طلبات المساعدة الإنسانية، بما في ذلك طلبات اللجنة الدولية للصليب الأحمر ومفوضية الأمم المتحدة السامية لشؤون اللاجئين والمنظمات الأخرى، على اعتماد إجراءات مبسطة.
وطلب من الأمين العام للأمم المتحدة بطرس غالي تقديم تقرير إلى المجلس كل 30 يوما بشأن ما إذا كانت صربيا والجبل الأسود تنفذ بفعالية إغلاق الحدود، وإذا لم يكن الأمر كذلك، فإن تعليق القيود وغيرها من التدابير سينتهي في غضون خمسة أيام عمل. خلص المجلس إلى أنه سيبقي الحالة قيد الاستعراض.
وقد امتنعت روسيا عن التصويت على القرار 970، الذي وافق عليه الأعضاء الأربعة عشر الآخرون في المجلس.

## وصلات خارجية
- نص القرار في undocs.org